# ISL2
ISL2 (англ. ISL LIM homeobox 2) – білок, який кодується однойменним геном, розташованим у людей на 15-й хромосомі. Довжина поліпептидного ланцюга білка становить 359 амінокислот, а молекулярна маса — 39 768.
| 10         |  | 20         |  | 30         |  | 40         |  | 50         |
| ---------- |  | ---------- |  | ---------- |  | ---------- |  | ---------- |
| MVDIIFHYPF |  | LGAMGDHSKK |  | KPGTAMCVGC |  | GSQIHDQFIL |  | RVSPDLEWHA |
| ACLKCAECSQ |  | YLDETCTCFV |  | RDGKTYCKRD |  | YVRLFGIKCA |  | KCQVGFSSSD |
| LVMRARDSVY |  | HIECFRCSVC |  | SRQLLPGDEF |  | SLREHELLCR |  | ADHGLLLERA |
| AAGSPRSPGP |  | LPGARGLHLP |  | DAGSGRQPAL |  | RPHVHKQTEK |  | TTRVRTVLNE |
| KQLHTLRTCY |  | AANPRPDALM |  | KEQLVEMTGL |  | SPRVIRVWFQ |  | NKRCKDKKKS |
| ILMKQLQQQQ |  | HSDKTSLQGL |  | TGTPLVAGSP |  | IRHENAVQGS |  | AVEVQTYQPP |
| WKALSEFALQ |  | SDLDQPAFQQ |  | LVSFSESGSL |  | GNSSGSDVTS |  | LSSQLPDTPN |
| SMVPSPVET  |  |            |  |            |  |            |  |            |

A: Аланін

C: Цистеїн

D: Аспарагінова кислота

E: Глутамінова кислота

F: Фенілаланін

G: Гліцин

H: Гістидин

I: Ізолейцин

K: Лізин

L: Лейцин

M: Метіонін

N: Аспарагін

P: Пролін

Q: Глутамін

R: Аргінін

S: Серин

T: Треонін

V: Валін

W: Триптофан

Кодований геном білок за функціями належить до білків розвитку, фосфопротеїнів. 
Білок має сайт для зв'язування з іонами металів, іоном цинку, ДНК. 
Локалізований у ядрі.